# UD Puertollano
UD Puertollano – hiszpański klub piłkarski z miasta Puertollano, Kastylia-La Mancha, utworzony w 1948 roku. Obecnie występuje w Segunda División B. Ma za sobą 11 sezonów gry w Segunda División.

## Poprzednie nazwy
- CF Calvo Sotelo — (1948–53)
- CD Calvo Sotelo — (1953–88)
- Puertollano Industrial — (1988–99)
- UD Puertollano — (1999–obecnie)